# Міз і місіс
«Міз & місіс» (англ. Miz & Mrs) — американське телевізійне реаліті-шоу, прем'єра якого відбулася 24 липня 2018 року на USA Network. Серіал є спінофом Total Divas та розповідає про життя професійних рестлеров Міза (Майка Мізаніна) і Маріс (Маріс Уелле) за межами рингу. Перший сезон шоу включає двадцять 30-хвилинних епізодів, які показують пару, що готується до народження своєї першої дитини. Міз та Маріс також виступають виконавчими продюсерами шоу. У квітні 2019 року USA Network поновила серіал на другий сезон, прем'єра якого відбулася у 2020—2021 роках. У червні-липні 2022 року вийшов третій сезон телешоу.

## Виробництво
8 січня 2018 року WWE оголосило, що Міз та Маріс отримають власне шоу — спіноф, прем'єра якого відбулася у 2018 році на USA Network під назвою «Міз & місіс» та яке спостерігає за особистим життям пари.
27 березня 2018 року Маріс народила доньку Монро Скай Мізанін.
22 травня 2018 року було оголошено, що прем'єра серіалу відбудеться 24 липня 2018 року.
14 серпня 2018 року було оголошено, що USA Network замовила додаткові епізоди на перший сезон після успіху перших 6 епізодів. У лютому 2019 року було оголошено, що додаткові 14 епізодів почнуть виходити 2 квітня 2019 року. У червні 2019 року було оголошено, що «Міз і місіс» повернуться з новими епізодами, що завершать перший сезон у вівторок, 6 серпня 2019.
2 квітня 2019 року повідомлялося, що USA Network поновила шоу на другий сезон із 20 серій, прем'єра яких відбудеться у 2020 році. Сезон вийшов 29 січня 2020 — 17 травня 2021 року.
Десять епізодів третього сезону телешоу вийшли 6 червня — 25 липня 2022 року.

## Сезони серіалу
| Сезони | Епізоди | Прем'єрний показ | Прем'єрний показ |
| Сезони | Епізоди | Початок          | Завершення       |
| ------ | ------- | ---------------- | ---------------- |
| 1      | 20      | 24 липня 2018    | 27 серпня 2019   |
| 2      | 20      | 29 січня 2020    | 17 травня 2021   |
| 3      | 10      | 6 червня 2022    | 25 липня 2022    |

## У ролях

### Головні
- Міз
- Маріс

### Повторювані
- Майоран «Марджо» Мартін (мати Маріс)
- Барбара Паппас (мати Міза)
- Раян Кабрера (друг Міза)

### Гості
- Аска
- Авріл Лавін
- Брі Белла
- Кармелла
- Керт Гокінс
- Дана Брук
- Денніс Гаскінс
- Дольф Зігглер
- Хіт Слейтер
- Джеймс Родей
- Джон Моррісон
- Марія Канеліс
- Майк Канеліс
- Ная Джекс
- Ніккі Белла
- Пейдж
- Рене Янг
- Ронда Роузі
- Роман Рейнс
- Роза Мендес
- Тайтус О'Ніл
- Тайлер Бріз
- Ксав'є Вудс

## Перший сезон (2018—2019)

### Епізоди
| Номер загалом | Номер в сезоні | Назва                      | Оригінальна дата виходу | Код виробництва | Глядачі США (мільйони) |
| ------------- | -------------- | -------------------------- | ----------------------- | --------------- | ---------------------- |
| 1             | 1              | «Просте непорозуміння»     | 24 липня 2018 року      | 101             | 1.47                   |
| 2             | 2              | «Міз бере торт»            | 31 липня 2018 року      | 102             | 1.30                   |
| 3             | 3              | «Сертифікований Сепертато» | 7 серпня 2018 року      | 103             | 1.23                   |
| 4             | 4              | «Гордий тато»              | 14 серпня 2018 року     | 104             | 1.16                   |
| 5             | 5              | «Манія подорожей»          | 21 серпня 2018 року     | 105             | 1.24                   |
| 6             | 6              | «Ковбой Міз»               | 28 серпня 2018 року     | 106             | 1.16                   |
| 7             | 7              | «Перший Саммерслем»        | 2 квітня 2019 року      | 107             | 1.00                   |
| 8             | 8              | «Район містера Мізаніна»   | 9 квітня 2019 року      | 108             | 1.00                   |
| 9             | 9              | «Міз і Маріс один час»     | 16 квітня 2019 року     | 109             | 1.10                   |
| 10            | 10             | «Магазин до чернетки»      | 23 квітня 2019 року     | 110             | 0.94                   |
| 11            | 11             | «Три хлопця і дитина»      | 30 квітня 2019 року     | 111             | 0.84                   |
| 12            | 12             | «Це міз-террі»             | 7 травня 2019 року      | 112             | 0.90                   |
| 13            | 13             | «Перша шага Міз»           | 14 травня 2019 року     | 113             | 1.10                   |
| 14            | 14             | «Міз Фест»                 | 21 травня 2019 року     | 114             | 1.04                   |
| 15            | 15             | «Сирне колесо Міз-Фортуни» | 23 липня 2019 року      | 115             | 0.72                   |
| 16            | 16             | «Доведення Міза»           | 30 липня 2019 року      | 116             | 0.91                   |
| 17            | 17             | «Більше каблука»           | 6 серпня 2019 року      | 117             | 1.06                   |
| 18            | 18             | «Міз Ренесансу»            | 13 серпня 2019 року     | 118             | 1.01                   |
| 19            | 19             | «Французьке вторгнення»    | 20 серпня 2019 року     | 119             | 1.00                   |
| 20            | 20             | «Це пара в Лос-Анджелесі»  | 27 серпня 2019 року     | 120             | 1.09                   |